# Asalto a la sede de la OPEP

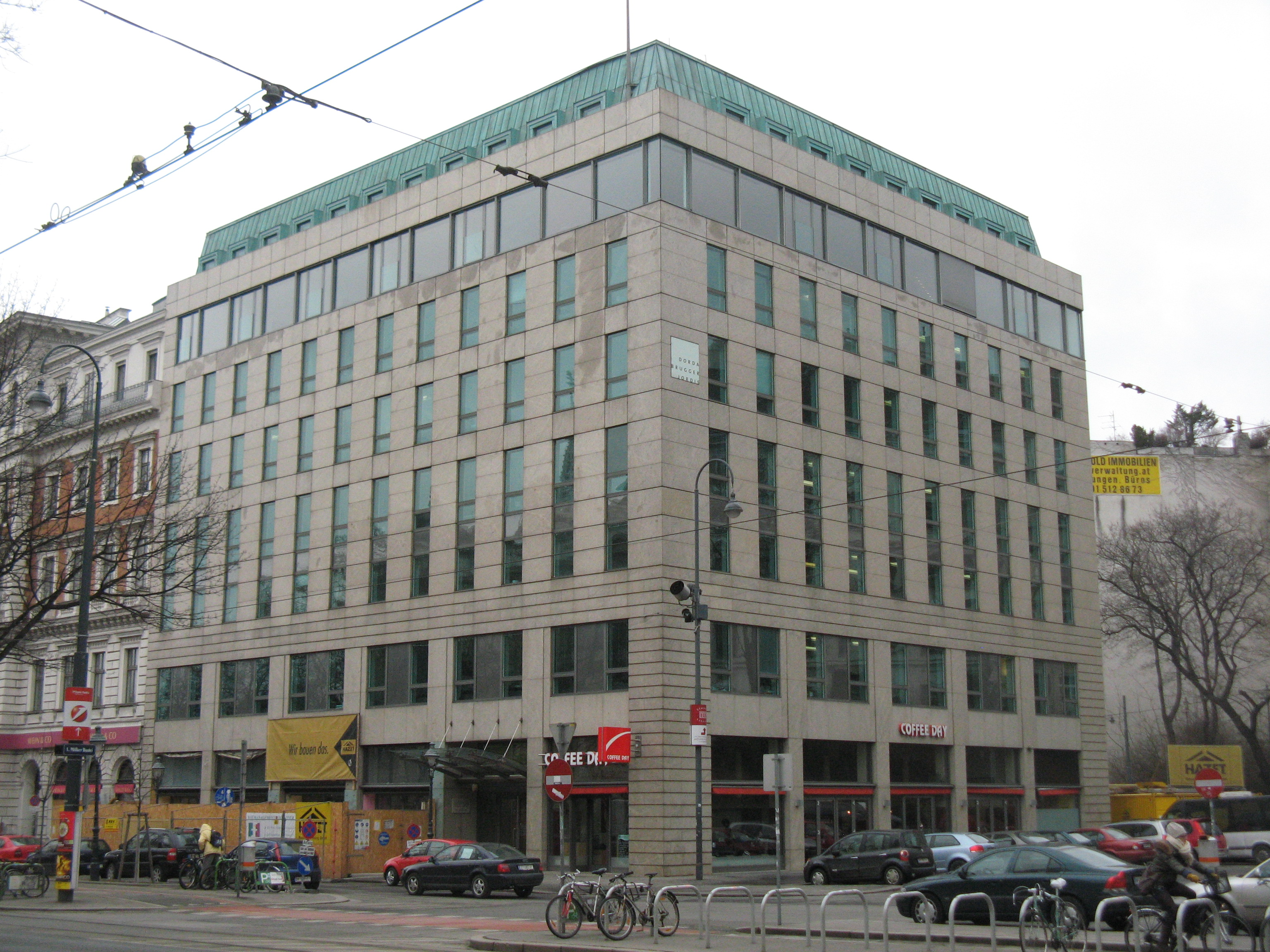
Sede de la opep en la calle Dr-Karl-Lueger-Ring 10.

El asalto a la sede de la OPEP fue una toma de rehenes que inició el 21 de diciembre de 1975, cuando seis militantes atacaron la reunión semestral de los líderes de la OPEP en Viena; los perpetradores tomaron a más de 60 rehenes y asesinaron a tres: un policía austríaco, un oficial de seguridad de la OPEP iraquí y un economista libio. Varios otros individuos fueron heridos. El autodenominado grupo "Brazo de la Revolución Árabe” fue liderado por Carlos el Chacal.

## Asalto
El 21 de diciembre de 1975, el ministro de petróleo saudí, Ahmed Zaki Yamani y los otros ministros de petróleo fueron tomados como rehenes en Viena, Austria, donde los ministros estaban atendiendo a una reunión en la sede de la OPEP en Dr-Karl-Lueger-Ring 10 (renombrado Universitätsring en 2012). La toma de rehenes fue orquestada por un grupo de seis personas lideradas por el terrorista venezolano Carlos el Chacal (que incluía a Gabriele Kröcher-Tiedemann, Hans-Joachim Klein y a Anis al-Naqqash). El autodenominado grupo "Brazo de la Revolución Árabe” exigía la liberación de Palestina. Carlos planeaba tomar la conferencia por la fuerza y secuestrar a todos los 11 ministros de petróleo presentes para exigir rescate, con la excepción de Ahmed Zaki Yamani y el ministro iraní Yamshid Amuzegar, los cuales serían ejecutados. Carlos y su equipo pasaron a dos oficiales de policía en el lobby del edificio hasta el primer piso, donde se le disparó a un policía, a un guardia de seguridad iraquí y un joven economista libio, Yusuf al-Azmarly.
Mientras Carlos entraba a la sala de conferencias y disparó contra el techo, los delegados se agacharon bajo la mesa. Los terroristas buscaron a Ahmed Zaki Yamani y dividieron a los 63 delegados en grupos: los delegados de países aliados fueron movidos hacia la puerta, los “neutrales” fueron llevados al centro de la sala y a los “enemigos” fueron movidos hacia la pared de atrás, junto con una carga de explosivos. Este último grupo incluía a Arabia Saudita, Irán, Catar y a los Emiratos Árabes Unidos. Carlos exigió un bus para que su equipo fuese llevado con los rehenes hasta el aeropuerto, donde los esperaría un avión DC-9 y su tripulación. Mientras tanto, Carlos le explicó a Yamani de su plan para viajar a Adén, donde Yamani y Amuzegar serían asesinados. Durante el ataque, Hans-Joachim Klein fue herido, pero Carlos se rehusó a dejarlo atrás y pidió asistencia médica. El doctor kurdo Wiriya Rawenduzy, que estaba viviendo y trabajando en Viena, se ofreció para acompañar a los terroristas a bordo a cambio de la liberación segura de los rehenes al regresar.
Carlos les exigió a las autoridades austríacas que leyesen un comunicado sobre la causa palestina en la radio austríaca y en las redes de televisión cada dos horas. Para evitar la posible la ejecución de un rehén cada 15 minutos como se había amenazado, el gobierno austríaco accedió y el comunicado fue transmitido como se solicitó. El comunicado estaba escrito en francés y exigía al mundo árabe a deliberar una “guerra total de liberación”. La policía de Viena declaró que 96 rehenes habían sido tomados durante el ataque. Los perpetradores liberaron a alrededor de 50 rehenes residentes en Viena; a la mañana siguiente se concedió un bus a las 6:40 como fue solicitado y 42 rehenes fueron llevados al aeropuerto.

## Vuelo
Un DC-9 de Austrian Airlines fue ofrecido al grupo y despegó justo después de las 9:00, con explosivos colocados debajo del asiento de Yamani. El avión primero se detuvo en Argel, donde Carlos se reunió con el ministro de exterior argelino Abdelaziz Bouteflika. Cinco ministros de petróleo y 31 otros rehenes fueron liberados; cinco ministros de petróleo permanecieron. El avión repostado despegó para Trípoli, donde hubo problemas adquiriendo otro avión como había sido planeado. Carlos decidió en cambio regresar a Argel para cambiar a un Boeing 707, un avión lo suficiente grande como para volar a Bagdad sin detenerse. Diez rehenes más fueron liberados antes de irse.
Con solo diez rehenes, el Boeing 707 despegó para Argel y llegó a las 3:40 a. m. Después de bajar del avión para encontrarse con los argelinos, Carlos habló con sus compañeros en la cabina principal y después les dijo a Yamani y a Amuzegar que sería liberados al mediodía. Carlos luego fue llamado desde el avión una segunda vez y regresó después de dos horas. Se cree que en esta segunda reunión Carlos sostuvo una conversación telefónica con el presidente argelino Houari Boumédiène, quien le informó a Carlos que las muertes de los ministros resultarían en un ataque al avión. La biografía de Yamani sugiere que los argelinos usaron un dispositivo escondido para escuchar en la parte delantera del avión para escuchar la conversación entre los terroristas, y que descubrieron que Carlos todavía planeaba asesinar a los dos ministros. Boumédiène también debió haberle ofrecido asilo a Carlos durante este tiempo y también posiblemente compensación financiara por fallar cumplir su cometido.
Al regresar al avión Carlos se lamentó frente a Yamani y Amuzegar por no poder asesinarlos. Después le dijo a los rehenes que él y sus compañeros se retirarían del avión, después de lo cual ellos quedarían libres. Después de esperar que los terroristas se fuesen, Yamani y los otros nueve rehenes siguieron y fueron llevados al aeropuerto por el ministro de exterior argelino. Los terroristas estuvieron presentes en la sala de espera. Khalid, el palestino, pidió hablar con Yamani. Mientras su mano iba a buscar en su abrigo, Khalid fue rodeado por guardias y se le encontró un arma enfundada. Todos los rehenes y los terroristas se retiraron de la situación, dos días después de que empezase.

## Desenlace
Años después del asalto, los cómplices de Carlos revelaron que la operación fue dirigida por Wadi Haddad, un fundador del Frente Popular para la Liberación de Palestina. También aseguraron que la idea y el financiamiento provino de un presidente árabe, se cree que el de Libia, Muammar al-Gaddafi. Militantes de Bassam Abu Sharif y Klein declararon que Carlos recibió y se quedó con un rescate entre US$20 millones y US$50 millones de "un presidente árabe". Carlos dijo que Arabia Saudita pagó un rescate por Irán, pero que el dinero fue “desviado en el camino y perdido por la revolución”. Finalmente fue capturado en 1994 y está sirviendo cadenas perpetuas por al menos 14 homicidios.
Kröcher-Tiedemann fue arrestada en diciembre de 1977 después de dispararle a dos suizos que intentaron arrestarla en Porrentruy. Hans-Joachim Klein fue arrestado en septiembre de 1998 en la aldea de Normandía de Sainte-Honorine-la-Guillaume, donde había estado viviendo por cinco años, después de permanecer dos décadas en la clandestinidad, principalmente en Francia.
 Dieciocho meses después de su arresto Klein fue extraditado a Alemania para ser juzgado por su papel en el asalto y fue sentenciado a nueve años de prisión. Se le concedió un indulto en el 2003.

## Cultura popular
- La película de 1997 The Assignment, dirigida por Christian Duguay, representa el asalto de la OPEP al inicio de la película.
- La serie de 2010 Carlos, dirigida por Oliver Assayas, documenta la vida de Ramírez Sánchez. La película ganó un Premio Globo de Oro por mejor miniserie o película de televisión. Carlos fue interpretado por el actor venezolano Édgar Ramírez.